# 格哈德·施拉德
格哈德·施拉德（Gerhard Schrader，1903年2月25日—1990年4月10日）是德國化學家，專門發明新的殺蟲劑。格哈德·施拉德以其偶然的發現神經毒劑沙林及塔崩聞名，有時也稱為是「神經毒劑之父」。

## 生平
格哈德·施拉德在文德堡附近的Bortfeld成長，在布伦瑞克工业大学攻讀化學。之後，他在法本公司下的拜耳分公司工作。
格哈德·施拉德發現了幾種很有效的殺蟲劑，包括巴拉松（bladan，第一種全合成的接觸型殺蟲劑，成份為四磷酸六乙酯）、對硫磷（E 605）。格哈德在1936年在大型德國綜合企業法本公司工作，當時他在研究一種稱為磷酸酯的化合物，可以藉由中斷昆蟲神經系統的方式殺蟲。
他使用許多的化合物進行實驗，最終合成了塔崩，一種極毒的磷酸酯化合物，今天有時仍為作為神經毒劑使用。二次大戰時德國由納粹統治，格哈德帶領的團隊又發明了二種神經毒劑，第四種是在戰後發明的：
- 塔崩（1936）
- 沙林（1938）
- 梭曼（1944）
- 環沙林（1949）